# No Use for a Name
No Use for a Name (NUFAN) war eine 1987 in Sunnyvale, Kalifornien gegründete Punkrock-Band. Während die Lieder der Band in den Anfangsjahren noch sehr Hardcore-lastig waren, entwickelten sich die Werke im Laufe der 1990er Jahre deutlich in Richtung Melodycore und Pop Punk. NUFAN hat während ihres Bestehens acht Studioalben, ein Livealbum und zwei EPs veröffentlicht. Nach dem überraschenden Tod des langjährigen Frontmanns und Hauptsongwriter der Band Tony Sly am 31. Juli 2012 verkündeten die restlichen Bandmitglieder das Ende von No Use for a Name.

## Geschichte
No Use for a Name wurde 1987 gegründet. Ein Jahr später veröffentlichte die Band ihre erste EP, die den Namen der Band trug. 1989 folgte die EP Let 'em Out!. Tony Sly stieß dazu und kurz darauf verließen mit Chris Dodge, Doug Judd und John Meyer drei Gründungsmitglieder die Band.
In neuer Besetzung folgte 1991 das erste Album Incognito, das über das Label New Red Archives veröffentlicht wurde. Incognito wurde im September 1990 in Hollywood aufgenommen und von Brett Gurewitz produziert. Neben elf eigenen Songs enthält das Album auch eine Coverversion des Songs Truth Hits Everybody von The Police. Nach der Rückkehr von Gitarrist Chris Dodge folgte 1992 das zweite Album Don’t Miss the Train.
1993 unterschrieb die Band einen Plattenvertrag bei Fat Wreck Chords, dem Label von NOFX Frontmann Fat Mike, auf dem die Band 1993 das acht Songs umfassende Album The Daily Grind herausbrachte. 1995 folgte ihr bis dato erfolgreichstes Album ¡Leche con Carne! (dt: Milch mit Fleisch). ¡Leche con Carne! umfasst 12 Lieder, davon elf von Tony Sly und eine Coverversion von Bob Marleys Redemption Song. Die Band begleitete daraufhin The Offspring als Support bei einigen ihrer Shows während der Smash-Tour, in dessen Anschluss Gitarrist Ed Gregor und Bassist Steve Papoutsis die Band verließen und von Chris Shiflett und Matt Riddle (Ex-Face to Face) ersetzt wurden. Das zum Song Soulmate produzierte Musikvideo war das erste der Bandgeschichte und zudem das erste einer Fat Wreck Chords Band, das auf MTV ausgestrahlt wurde.
Das fünfte Studioalbum Making Friends erschien 1997. Das Album startet mit dem Filmzitat “What’s your name? Fuck you! That’s my name.”, einem Dialog zwischen Alec Baldwin und Ed Harris aus dem US-amerikanischen Filmdrama Glengarry Glen Ross. Dieser Dialog wurde in der Folge zum festen Bestandteil bei Liveauftritten der Band, wobei eines der Bandmitglieder die Frage stellte, die vom Publikum beantwortet wird. Auch Merchandisingprodukte der Band mit dem Zitat wurden entworfen und vertrieben. Das erneut zwölf Titel umfassende Album enthält ein weiteres Filmzitat zu Beginn des Songs On the Outside und zwar von David Thewlis aus dem Film Nackt. Auch die Tradition, Coverversionen auf den Alben zu platzieren, wurde beibehalten: zum einen eine Version des die irische Hungersnot thematisierenden Songs Fields of Athenry und zum anderen als Hidden Track eine Version des Kiss Songs Beth.
More Betterness!, das fünfte Studioalbum, folgte im Jahre 1999 und bestand aus 14 Songs, unter anderem Fairytale of New York, einer Coverversion der britischen Folk-Punk-Band The Pogues bei der Cinder Block von der Band Tilt als Gastsängerin agiert. Mit über 44 Minuten Laufzeit war More Betterness! zu diesem Zeitpunkt das längste Werk der Band. Kurz vor Beginn der zugehörigen Tournee verließ Chris Shiflett überraschend die Band, da er die Chance bekam, Franz Stahl als Gitarrist bei den deutlich erfolgreicheren Foo Fighters zu ersetzen. Für Shiflett stieß Dave Nassie (Ex-Suicidal Tendencies) zur Band. 2001 wurde dann das einzige Live-Album der Band veröffentlicht. Live in a Dive wurde ein Jahr zuvor bei zwei Konzerten in San Francisco und Los Angeles aufgenommen und enthält 20 Songs.
Hard Rock Bottom, das sechste Studioalbum aus dem Jahre 2002 enthält als zweiten Track den Song International You Day, der sich nach dem Tod von Tony Sly 2012 zur Hymne des Verstorbenen entwickeln sollte. Zum Song Dumb Reminders wurde ein Musikvideo veröffentlicht, in dem die Band vor wütenden Fans wegläuft, die offensichtlich mit der Entwicklung von NUFAN nicht einverstanden sind. Das übliche Cover, diesmal gesanglich unterstützt von Dance Hall Crashers Sängerin Karina Deniké, ist This Is a Rebel Song, welches im Original von der irischen Sängerin Sinéad O’Connor stammt.
Im Juni 2005 erschien dann Keep Them Confused, das siebte Studioalbum, erstmals ohne Coverversion mit deutlich mehr Pop-Elementen. Zu dem Tony Slys Tochter Fiona gewidmete Song For Fiona erschien zudem ein Musikvideo.
Nach der Veröffentlichung des Best-Of-Albums All the Best Songs 2007, welches zwei bis dato unveröffentlichte Songs enthielt, folgte 2008 das achte und letzte Studioalbum The Feel Good Record of the Year. Produziert von Bill Stevenson und Jason Livermore ist das komplett von Sly geschriebene Album musikalisch deutlich komplexer, als die Werke der frühen Jahre. Neben Orgeln kommen so zum Beispiel auch Klarinetten und Klavier zum Einsatz. Für den ersten Song des Albums Biggest Lie wurde ein Musikvideo produziert. Während der Promotion von The Feel Good Record of the Year 2009 verließ Dave Nassie die Band und schloss sich Bleeding Through an. Während der auf das Album folgenden Tourneen wurde Nassie durch Chris Rest von Lagwagon ersetzt.
Am 1. August 2012 gab Fat Wreck Chords den Tod von Tony Sly am Vortag bekannt, dem folgte einige Tage später das Statement, er sei „friedlich im Schlaf verstorben“.
Nach einer Show der restlichen Bandmitglieder mit Gastmusikern zu Ehren Slys am 8. September 2012 in Quebec City, Kanada kündigte Bassist Matt Riddle an, dass dies die letzte Show überhaupt sei, und sich die Band auflösen werde.

## No Use and Friends
Im Juni 2015 kündigte Fat Wreck Chords anlässlich des 25. Geburtstags des Labels an, dass die ehemaligen NUFAN-Mitglieder Matt Riddle, Rory Koff und Dave Nassie gemeinsam mit diversen Gastsängern unter dem Namen No Use And Friends auf die Jubiläumstour des Labels gehen würden. Auch nach Ende der Tour blieb das Konzept bestehen und No Use And Friends treten mittlerweile unregelmäßig vor allem auf Festivals auf. 2016 waren No Use And Friends auch in Europa unterwegs und traten auf dem Groezrock im belgischen Meerhout auf.

## Diskografie

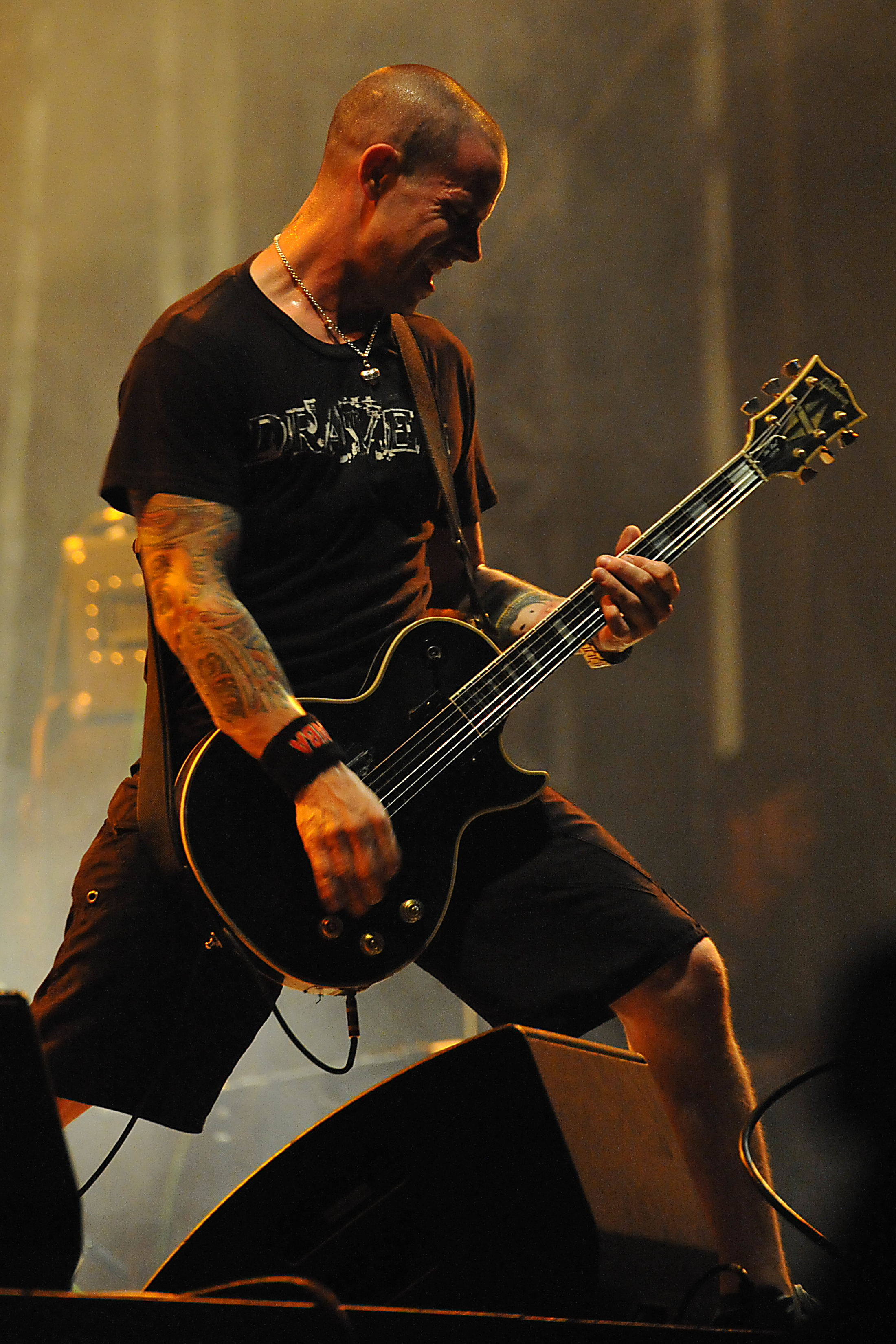
Dave Nassie gab 2009 bei Rheinkultur sein letztes Konzert mit NUFAN, die er in Richtung Bleeding Through verließ.

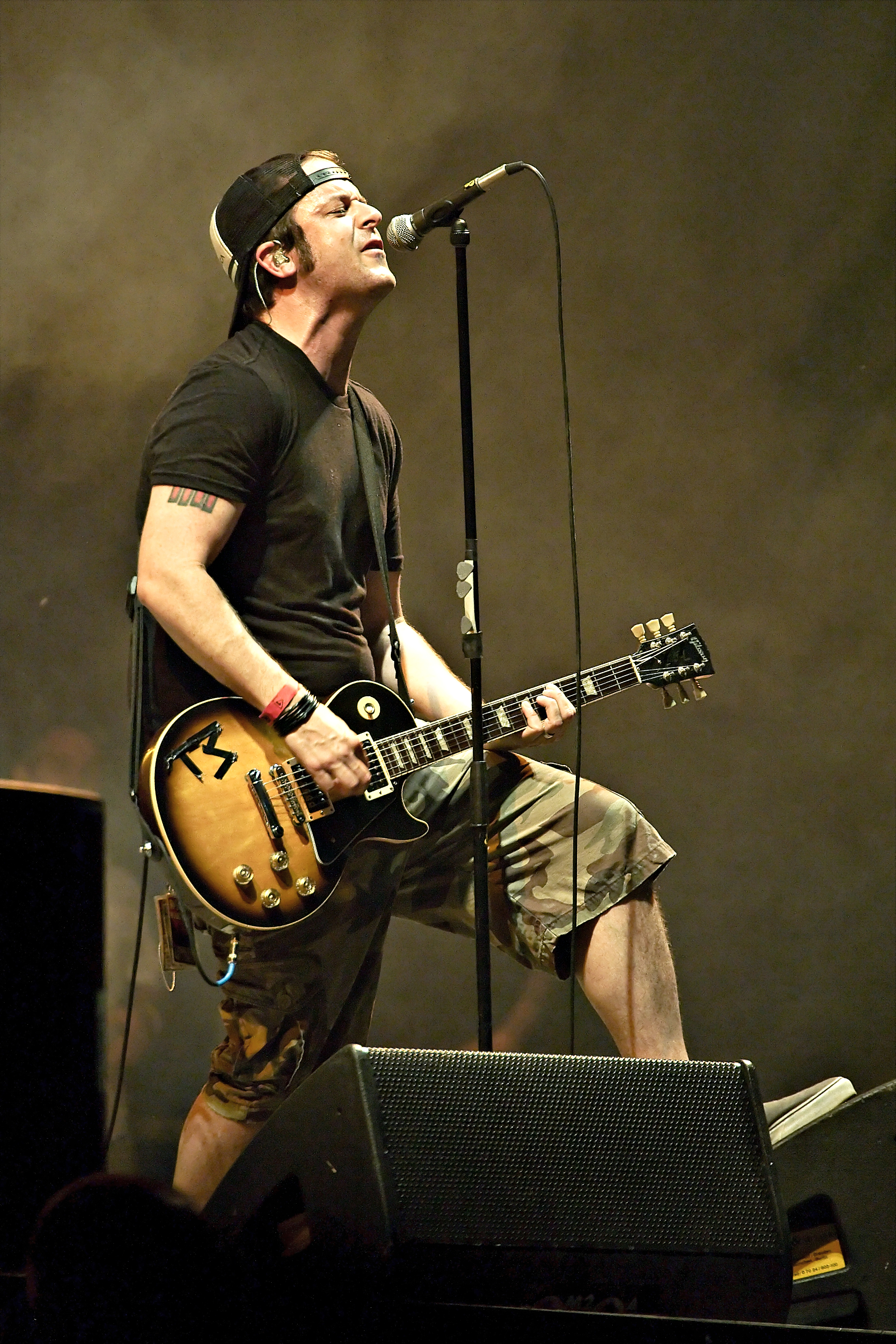
Tony Sly während des NUFAN-Auftritts bei Rheinkultur

### Studioalben
- 1990: Incognito, New Red Archives[4]
- 1992: Don’t Miss the Train, New Red Archives[5]
- 1993: Daily Grind, Fat Wreck Chords[6]
- 1995: ¡Leche con Carne!, Fat Wreck Chords[7]
- 1997: Making Friends, Fat Wreck Chords[10]
- 1999: More Betterness, Fat Wreck Chords[11]
- 2002: Hard Rock Bottom, Fat Wreck Chords[12]
- 2005: Keep Them Confused, Fat Wreck Chords[13]
- 2008: The Feel Good Record of the Year, Fat Wreck Chords[14]

### Livealbum
- 2001: Live in a Dive, Fat Wreck Chords

### Kompilationen
- 2000: NRA Years, New Red Archives
- 2007: All the Best Songs, Fat Wreck Chords
- 2017: Rarities Vol. 1: The Covers, Fat Wreck Chords[19]
- 2021: Rarities Vol. 2: The Originals, Fat Wreck Chords[20]

### Maxi-Singles und EPs
- 1989: You Bug Me, Woodpecker Records
- 1990: Let Em Out!, Slap A Ham Records
- 1991: Death Doesn’t Care, New Red Archives
- 1996: Two Months Blender, Sessions Record